# Prunus discoidea
Prunus discoidea är en rosväxtart som först beskrevs av Tse Tsun Yu och C.L. Li, och fick sitt nu gällande namn av Zhi Wei och Y.B. Chang. Prunus discoidea ingår i släktet prunusar, och familjen rosväxter. Inga underarter finns listade i Catalogue of Life.